# Nisio Isin
Nisio Isin (西尾 維新?, Nishio Ishin; 1981) è un fumettista e scrittore giapponese, autore di light novel, celebre soprattutto per le sue opere Zaregoto, Monogatari, Katanagatari e per il manga Medaka Box, adattate anche in anime. Il suo pseudonimo si può trovare frequentemente reso in modi che ne enfatizzino l'essere un palindromo.

## Biografia
Ha frequentato e in seguito abbandonato la Ritsumeikan University, senza laurearsi. Esordisce come scrittore nel 2002 con Kubikiri Saikuru, primo volume della saga Zaregoto, con il quale vince il 23º Mephisto Award a soli 20 anni. Collabora con Kōdansha per le riviste letterarie Faust e Pandora.

## Opere

### SerieZaregoto
Illustrata da Take, pubblicata fra febbraio 2002 e novembre 2005 da Kōdansha, per un totale di nove volumi.
Il protagonista e narratore, un diciannovenne apatico studente universitario soprannominato "Ii" o "Ii-chan", accompagna l'amica ed esperta hacker Tomo Kunagisa ad un raduno di geni su un'isola, organizzato dalla ricca Iria Akagami. Ma quando uno degli ospiti viene trovato decapitato e l'arrivo del detective chiamato ad indagare è previsto solo fra una settimana, Ii si ritrova costretto a indagare e risolvere in fretta il caso.
Nonostante Ii-chan cerchi di rimanere un semplice spettatore degli eventi, finisce poi per essere coinvolto in prima persona nei misteri e delitti incontrati nei vari libri.
- Kubikiri Saikuru: Aoiro Savan to Zaregoto Tsukai (クビキリサイクル 青色サヴァンと戯言遣い?), pubblicato nel febbraio 2002.
- Kubishime Romanchisutō: Ningen Shikkaku, Zerozaki Hitoshiki (クビシメロマンチスト―人間失格・零崎人識?), pubblicato nel maggio 2002.
- Kubitsuri Hai Sukūrū: Zaregoto Tsukai no Deshi (クビツリハイスクール―戯言遣いの弟子?), pubblicato nell'agosto 2002.
- Saiko Rojikaru (Jou) Utsurigi Gaisuke no Zaregoto Koroshi (サイコロジカル〈上〉兎吊木垓輔の戯言殺し?), pubblicato nel novembre 2002.
- Saiko Rojikaru (Ge) Hikaremono no Kouta (サイコロジカル〈下〉曳かれ者の小唄?), pubblicato nel novembre 2002.
- Hitokui Majikarū Satsuriku Kijutsu no Niounomiya Kyoudai (ヒトクイマジカル-殺戮奇術の匂宮兄妹?), pubblicato nel luglio 2003.
- Nekosogi Rajikaru (Jou) Jūsan Kaidan (ネコソギラジカル〈上〉十三階段?), pubblicato nel febbraio 2005.
- Nekosogi Rajikaru (Chuu) Akaki Seisai vs. Tounaru Shu (ネコソギラジカル〈中〉赤き征裁vs.橙なる種?), pubblicato nel giugno 2005.
- Nekosogi Rajikaru (Ge) Aoiro Savan to Zaregoto Tsukai (ネコソギラジカル〈下〉青色サヴァンと戯言遣い?), pubblicato nel novembre 2005.

### SerieNingen
Spin-off di Zaregoto e incentrata sul clan Zerozaki. È illustrata da Take e pubblicata da Kōdansha. Il primo volume è uscito nel febbraio 2004 mentre l'ultimo pubblicato è uscito nel marzo 2010
- Zerozaki Soushiki no Ningen Shiken (零崎双識の人間試験?), pubblicato nel febbraio 2004.
- Zerozaki Kishishiki no Ningen Knock (零崎軋識の人間ノック?), pubblicato nel novembre 2006.
- Zerozaki Magashiki no Ningen Ningen (零崎曲識の人間人間?), pubblicato nel marzo 2008.
- Zerozaki Hitoshiki no Ningen Kankei: Nyounomiya Izumu to no Kankei (零崎人識の人間関係 匂宮出夢との関係?), pubblicato nel marzo 2010.
- Zerozaki Hitoshiki no Ningen Kankei: Mutou Iori to no Kankei (零崎人識の人間関係 無桐伊織との関係?), pubblicato nel marzo 2010.
- Zerozaki Hitoshiki no Ningen Kankei: Zerozaki Soushiki to no Kankei (零崎人識の人間関係 零崎双識との関係?), pubblicato nel marzo 2010.
- Zerozaki Hitoshiki no Ningen Kankei: Zaregoto Tsukai to no Kankei (零崎人識の人間関係 戯言遣いとの関係?), pubblicato nel marzo 2010.

### SerieSaikyou
Spin-off di Zaregoto e incentrata su Jun Aikawa. È illustrata da Take e pubblicata da Kōdansha.
- Jinrui Saikyou no Hatsukoi (人類最強の初恋?), pubblicato nell'aprile 2015.

### SerieSekai
Illustrate da TAGRO.
Serie di storie di genere giallo/poliziesche collegate fra loro, ciascuna narrata da un diverso punto di vista.
- Kimi to Boku no Kowareta Sekai (きみとぼくの壊れた世界?), pubblicato nel novembre 2003.
- Bukimi to Soboku na Kakowareta Sekai (不気味で素朴な囲われた世界	?), pubblicato nell'ottobre 2007.
- Kimi to Boku ga Kowashita Sekai (きみとぼくが壊した世界?), pubblicato nel luglio 2008.
- Bukimi de Soboku na Kakowareta Kimi to Boku no Kowareta Sekai (不気味で素朴な囲われたきみとぼ?), pubblicato nel dicembre 2008.

### SerieShin Honkaku Mahō Shōjo Risuka
Pubblicato su Faust e illustrato da Kinu Nishimura.
La prefettura di Nagasaki è divenuta un territorio tenuto sotto stretto controllo in quanto popolata da maghi, ritenuti una possibile minaccia per i normali umani. Risuka Mizukura è una bambina di 10 anni in cerca del padre, Shingo Mizukura, il più potente mago vivente. Ad aiutarla nell'impresa e nel guidarla nel mondo umano c'è il suo coetaneo umano Kizutaka Kugi, un bambino che vede Risuka come una pedina da usare per realizzare il suo sogno.
- Shin Honkaku Mahō Shōjo Risuka (新本格魔法少女りすか?), pubblicato nel luglio 2004.
- Shin Honkaku Mahō Shōjo Risuka 2 (新本格魔法少女りすか 2?), pubblicato nel marzo 2005.
- Shin Honkaku Mahō Shōjo Risuka 3 (新本格魔法少女りすか 3?), pubblicato nel febbraio 2007.

### SerieJDC Tribute
Creato da Ryūsui Seiryōin. Nisio Isin ha contribuito scrivendo due storie ambientate nel setting della serie.
- Double Down Kanguro (ダブルダウン勘繰郎?), pubblicato nel marzo 2004.
- Triple Play Sukeakuro (トリプルプレイ助悪郎?), pubblicato nell'agosto 2007.

### SerieMonogatari
Pubblicate inizialmente sulla rivista Mephisto e poi ripubblicate sotto etichetta Kodansha Box. Illustrate da Vofan.
Bakemonogatari è incentrato su Koyomi Araragi, uno studente liceale del terzo anno che è quasi ritornato completamente umano dopo essere diventato per breve tempo un vampiro. Un giorno, una sua compagna di classe di nome Hitagi Senjōgahara, nota per non parlare mai con nessuno, cade dalle scale finendo tra le braccia di Koyomi. Lui scopre così che il peso della compagna è quasi nullo, sfidando le leggi della fisica. Dopo essere stato minacciato da lei, che non voleva che il suo segreto venisse scoperto, Koyomi le offre il suo aiuto, e la presenta a Meme Oshino, un uomo senza-tetto di mezza età che aiutò in precedenza Koyomi a ritornare umano.
La serie tende ad introdurre una nuova eroina per capitolo, ciascuna coinvolta con un diverso tipo di "apparizione".
Le novel sono state adattate in animazione da Shaft.
- Monogatari Series: First Season
  - Bakemonogatari prima parte (化物語 (上)?), pubblicato nel novembre 2006.
  - Bakemonogatari seconda parte (化物語 (下)?), pubblicato nel dicembre 2006.
  - Kizumonogatari (傷物語?), pubblicato nel maggio 2008.
  - Nisemonogatari prima parte (偽物語 (上)?), pubblicato nel settembre 2008.
  - Nisemonogatari seconda parte (偽物語 (下)?), pubblicato nel giugno 2009.
  - Nekomonogatari (kuro) (猫物語 (黒))?), pubblicato nel luglio 2010.

- Monogatari Series: Second Season
  - Nekomonogatari (shiro) (猫物語 (白))?), pubblicato nell'ottobre 2010.
  - Kabukimonogatari (傾物語?), pubblicato nel dicembre 2010.
  - Hanamonogatari (花物語?), pubblicato nel marzo 2011.
  - Otorimonogatari (囮物語?), pubblicato nel giugno 2011.
  - Onimonogatari (鬼物語?), pubblicato nel settembre 2011.
  - Koimonogatari (恋物語?), pubblicato nel dicembre 2011.

- Monogatari Series: Final Season
  - Tsukimonogatari (憑物語?), pubblicato nel settembre 2012.
  - Koyomimonogatari (暦物語?), pubblicato nel maggio 2013.
  - Owarimonogatari prima parte (終物語 (上)?), pubblicato nell'ottobre 2013.
  - Owarimonogatari seconda parte (終物語 (中)?), pubblicato nel gennaio 2014.
  - Owarimonogatari terza parte (終物語 (下)?), pubblicato nell'aprile 2014.
  - Zokuowarimonogatari (続終物語?), pubblicato nel settembre 2014.

- Monogatari Series: Off Season
  - Orokamonogatari (愚物語?), pubblicato nell'ottobre 2015.
  - Wazamonogatari (業物語?), pubblicato nel gennaio 2016.
  - Nademonogatari (撫物語?), pubblicato nel luglio 2016.
  - Musubimonogatari (結物語?), pubblicato nel gennaio 2017.

- Monogatari Series: Monster Season
  - Shinobumonogatari (忍物語?), pubblicato nel luglio 2017.
  - Yoimonogatari (宵物語?), pubblicato nel giugno 2018.
  - Amarimonogatari (余物語?), pubblicato nell'aprile 2019.
  - Ōgimonogatari (扇物語?).
  - Shinomonogatari (Vol. 1) (死物語?).
  - Shinomonogatari (Vol. 2) (死物語?).

### SerieKatanagatari
Illustrata da Take e pubblicato al ritmo di un volume al mese da gennaio 2007 a dicembre 2007, per un totale di 12 volumi. È stato poi pubblicato uno spinoff intitolato Maniwagatari nel febbraio 2008. È stata poi adattata in una serie OAV dallo studio White Fox nel 2010.
La serie è ambientata nel Giappone del XVIII secolo. Nel corso della sua carriera il fabbro Shikizaki Kiki ha creato 1000 spade: le ultime 12 fabbricate sono ritenute da tutti, i suoi capolavori, sia per la loro bellezza che per i loro poteri. A Togame, ambiziosa stratega agli ordini dello Shogun, viene ordinato di trovare le 12 spade. Per farlo la ragazza chiede aiuto a Yasuri Shichika, ultimo erede della scuola Kyotōryū, uno stile che permette al ragazzo di combattere con efficacia a mani nude contro avversari armati di spada.
- Katanagatari 1: Zettō Kanna (刀語 第一話 絶刀・鉋?), pubblicato nel gennaio 2007.
- Katanagatari 2: Zantō Namakura (刀語 第二話 斬刀・鈍?), pubblicato nel febbraio
- Katanagatari 3: Sentō Tsurugi (刀語 第三話 千刀・鎩?), pubblicato nel marzo 2007.
- Katanagatari 4: Hakutō Hari (刀語 第四話 薄刀・針?), pubblicato nell'aprile 2007.
- Katanagatari 5: Zokutō Yoroi (刀語 第五話 賊刀・鎧?), pubblicato nel maggio 2007.
- Katanagatari 6: Sōtō Kanadzuchi (刀語 第六話 双刀・鎚?), pubblicato nel giugno 2007.
- Katanagatari 7: Akutō Bita (刀語 第七話 悪刀・鐚?), pubblicato nel luglio 2007.
- Katanagatari 8: Bitō Kanzashi (刀語 第八話 微刀・釵?), pubblicato nell'agosto 2007.
- Katanagatari 9: Ōtō Nokogiri (刀語 第九話 王刀・鋸?), pubblicato nel settembre 2007.
- Katanagatari 10: Seitō Hakari (刀語 第十話 誠刀・銓?), pubblicato nell'ottobre 2007.
- Katanagatari 11: Dokutō Mekki (刀語 第十一話 毒刀・鍍?), pubblicato nel novembre 2007.
- Katanagatari 12: Entō Jū (刀語 第十二話 炎刀・銃?), pubblicato nel dicembre 2007.
- Maniwagatari: Maniwa Kōmori I, Maniwa Kuizame I, Maniwa Chōchō I, Maniwa Shirasagi I (真庭語 初代真庭蝙蝠 初代真庭喰鮫 初代真庭蝶々 初代真庭白鷺?), pubblicato nel febbraio 2008.

### SerieDensetsu
- Himei Den (悲鳴伝?), pubblicato nell'aprile 2012.
- Hitsū Den (悲痛伝?), pubblicato nel febbraio 2013.
- Hisan Den (悲惨伝?), pubblicato nel giugno 2013.
- Hihō Den (悲報伝?), pubblicato nel novembre 2013.
- Higō Den (悲業伝?), pubblicato nel luglio 2014.

### SerieBōkyaku tantei
Illustrata da VOFAN. 
Il protagonista è Yakusuke Kakushidate, ragazzo venticinquenne, la cui sfortuna lo porta spesso a ritrovarsi in scene del crimine, diventandone il principale sospettato. A salvarlo sempre è Kyōko Okitegami, una detective che risolve i casi di un solo giorno perché soffre di una strana amnesia: quando dorme, dimentica tutto ciò che è successo il giorno prima.
- Okitegami Kyōko no bibōroku (掟上今日子の備忘録?), pubblicato nell'ottobre 2014.
- Okitegami Kyōko no suisenbun (掟上今日子の推薦文?), pubblicato nell'aprile 2015.
- Okitegami Kyōko no chōsenjō (掟上今日子の挑戦状?), pubblicato nell'agosto 2015.
- Okitegami Kyōko no yuigonsho (掟上今日子の遺言書?), pubblicato nell'ottobre 2015.
- Okitegami Kyōko no taishokugan (掟上今日子の退職願?), pubblicato nel dicembre 2015.

### Romanzi
- xxxHOLiC: Anotherholic - Landolt-Ring Aerosol (×××HOLiC アナザーホリック ランドルト環エアロゾル?), pubblicato nell'agosto 2006 in Giappone. La storia è stata in seguito adattata nell'episodio 17 della serie animata. In Italia è stato pubblicato dalla casa editrice GP Publishing nel giugno 2011.
- Death Note Another Note: Il serial killer di Los Angeles (アナザーノート — ロサンゼルスBB連続殺人事件?), pubblicato nell'agosto 2006 in Giappone e nel luglio 2009 in Italia da Panini. Narrato da Mello, è incentrato su un caso su un serial killer risolto da Elle, prima della serie.
- Le bizzarre avventure di JoJo Over Heaven, pubblicato nel dicembre 2011 in Giappone. Incentrato su Dio Brando.
- Shousetsu-Ban Medaka Box (小説版 めだかボックス?), due volumi. Pubblicato dal maggio 2012 al giugno 2012 in Giappone. Spin-off di Medaka Box.
- Medaka Box Gaiden: Good Loser Kumagawa (めだかボックス外伝 グッドルーザー球磨川?), due volumi. Pubblicato dall'ottobre 2012 a novembre 2012 in Giappone. Incentrato su Misogi Kumagawa.
- Medaka Box: Juvenile: Shousetsu-ban (めだかボックス ジュブナイル 小説版?), pubblicato nell'ottobre 2013 in Giappone. Prequel di Medaka Box.
- Jūni taisen (十二大戦?), pubblicato da maggio 2015 in Giappone.

### Altre opere
- Ningyo ga Ningyo (ニンギョウがニンギョウ?), pubblicato nel settembre 2005.
- Nanmin Tantei (難民探偵?), pubblicato nel dicembre 2009.
- Shōjo Fujūbun (少女不十分?), pubblicato nel settembre 2011.

## Manga
- Oogiri! (大斬―オオギリ― 西尾維新原作読切集?), raccolta di one-shot, pubblicato da Shūeisha nell'aprile 2015.
  - Musume-iri Hako (娘入り箱?), one-shot disegnato da Akira Akatsuki e pubblicato su Weekly Shōnen Jump di Shūeisha nel novembre 2014.
  - Nani Made Nara Koroseru? (何までなら殺せる？?), one-shot disegnato da Akihisa Ikeda e pubblicato su Jump Square di Shūeisha nel novembre 2014.
  - RKD-EK9, one-shot disegnato da Takeshi Obata e pubblicato su Jump Square di Shūeisha nel novembre 2014.
  - Hanger Strike! (ハンガーストライキ!?), one-shot disegnato da Teppei Fukushima e pubblicato su Weekly Young Jump di Shūeisha nel dicembre 2014.
  - Koi Aru Douguya (恋ある道具屋?), one-shot disegnato da Aiji Yamakawa e pubblicato su Bessatsu Margaret di Shūeisha nel dicembre 2014.
  - Off-side wo Oshiete! (オフサイドを教えて?), one-shot disegnato da Atsushi Nakayama e pubblicato su Weekly Shōnen Jump di Shūeisha nel dicembre 2014.
  - Doushitemo Kanaetai Tatta Hitotsu no Negai to Wari to Sou demo Nai 99 no Negai (どうしても叶えたいたったひとつの願いと割とそうでもない99の願い?), one-shot disegnato da Hikaru Nakamura e pubblicato su Weekly Young Jump di Shūeisha nel gennaio 2015.
  - Bokura wa Zatsu ni wa Manabanai (僕らは雑には学ばない?), one-shot disegnato da Mizuki Kawashita e pubblicato su Weekly Shōnen Jump di Shūeisha nel gennaio 2015.
  - Tomodachi Inai Doumei (友達いない同盟?), one-shot disegnato da Renjuro Kindaichi e pubblicato su Jump Square di Shūeisha nel febbraio 2015.
- Hōkago, Nanajikan-me (放課後、七時間目?), one-shot disegnato da Yun Kōga e pubblicato su Comic Faust di Kōdansha nel giugno 2006.
- Urooboe Uroboros! (うろおぼえウロボロス?), one-shot disegnato da Takeshi Obata e pubblicato su Weekly Shōnen Jump di Shūeisha nel gennaio 2008.
- Medaka Box (めだかボックス?), serie disegnata da Akira Akatsuki e pubblicato su Weekly Shōnen Jump di Shūeisha da febbraio 2009 fino ad aprile 2013. Concluso in 22 volumi più diverse Light Novel prequel della serie ed un Data Book. Pubblicato in Italia da GP Manga.
- Zerozaki Sōshiki no Ningen Shiken (零崎双識の人間試験?), serie disegnata da Iruka Shiomiya e pubblicato su Afternoon di Kōdansha dal novembre 2011 fino a agosto 2013. Concluso in cinque volumi.
- Zerozaki Kishishiki no Ningen Knock (零崎軋識の人間ノック?), serie disegnata da Chomoran e pubblicato su Afternoon di Kōdansha dall'agosto 2014. In corso.
- Kimi to Nadekko! (キミとなでっこ！?), one-shot disegnato da Ema Tōyama nell'agosto 2014. Legato alla serie Monogatari.
- Aru Asa Okitara (ある朝起きたら?), one-shot disegnato da Yuuya Kawada e pubblicato su Weekly Shōnen Jump di Shūeisha nell'agosto 2014.
- Henshin Ganbou! (返信願望!?), one-shot disegnato da Masaru Miyokawa e pubblicato su Weekly Shōnen Jump di Shūeisha nell'agosto 2014.
- Okitegami Kyōko no Bibōroku (掟上今日子の備忘録?), serie disegnata da You Asami e pubblicato su Shounen Magazine  nell'ottobre 2014. Adattamento dell'omonima novel. In corso.
- Shōjō Fujūbun (少女不十分?), serie disegnata da Mitsuru Hattori e pubblicato su Young Magazine di Kōdansha dall'agosto 2015. Adattamento dell'omonima novel. In corso.
- Himeiden (悲鳴伝?), serie disegnata da Osamu Mitsutani e pubblicato su Young Magazine the 3rd di Kōdansha dal dicembre 2015. Adattamento dell'omonima novel. In corso.
- Shonen Shojo (症年症女?), serie disegnata da Akira Akatsuki e pubblicato su Jump Square di Shūeisha dal gennaio 2016.